# Columbia Hospital for Women
Columbia Hospital for Women byla nemocnice ve Washingtonu. Původně byla otevřena v roce 1866 jako zdravotnické zařízení pro ženy a vdovy vojáků z občanské války. Roku 1870 se přestěhovala z Thomas Circle na 2425 L Street, NW. Současná budova byla postavena v roce 1914. Columbia se stala soukromou, neziskovou nemocnicí, když prezident roku 1953 Dwight D. Eisenhower podepsal právní předpisy. Objekt byl uzavřen v roce 2002 a budova byla přeměněna na byty – The Columbia Residences.
Mezi více než 250 tisíci lidmi narozenými v nemocnici byli například Duke Ellington, Al Gore a Katherine Heiglová.